# Ограничивающая сфера
Ограничивающая сфера (англ. bounding sphere, enclosing sphere, enclosing ball) — термин в компьютерной графике и вычислительной геометрии, один из типов ограничивающего объёма (англ. bounding volume). Ограничивающая сфера описывает ограниченную область пространства в виде шара, которая разделяет объекты внутри и снаружи неё. Для двухмерного пространства ограничивающая сфера является кругом (англ. bounding circle, enclosing circle).

## Применение

### Физические симуляции
Ограничивающая сфера часто используется как один из типов ограничивающего объёма при определении столкновений. При использовании объект полностью находится внутри данной сферы, и столкновения рассчитываются от поверхности сферы, а не от поверхности заключенного в неё объекта. Использование ограничивающей сферы в обнаружениях столкновений является самым простым, быстрым и грубым методом.
Ограничивающая сфера — это гипотетическая сферическая часть пространства, которая полностью охватывает объект. Она задаётся трёхмерной координатой, которая определяет центр сферы, и скалярным радиусом, который определяет максимальное расстояние от центра сферы к любой точке, которая находится внутри или на поверхности объекта.

### Кластеризация
Ограничивающие сферы применяют в кластеризации, где группы подобных точек данных классифицированы вместе.
В статистике статистическая дисперсия точек данных в пределах сферы может быть «списана» на погрешность измерения или естественные процессы, в случае которых кластер представляет колебание идеальной точки. При некоторых обстоятельствах эта идеальная точка может использоваться вместо точек в кластере, что выгодно в связи с уменьшением времени вычислений.

### Статистика и исследование операций
В статистике и исследовании операций объекты являются типичными точками, и в общем случае сфера, представляющая интерес, является минимальной ограничивающей сферой (англ. minimal bounding sphere), то есть сферой с минимальным радиусом среди всех ограничивающих сфер. Проблема вычисления центра минимальной ограничивающей сферы известна как «невзвешенная Эвклидова проблема 1-центра».

## Программное обеспечение для минимальной ограничивающей сферы
- Miniball software Архивная копия от 31 августа 2009 на Wayback Machine — C++-программа, вычисляющая минимальную ограничивающую сферу набора точек в пространстве с произвольным множеством измерений (до 30)
- Минимальная ограничивающая сфера из набора шаров в пространстве с произвольным множеством измерений (до 30) Архивная копия от 23 февраля 2011 на Wayback Machine. Используется библиотека CGAL[англ.].